# アングラ・レコード・クラブ
アングラ・レコード・クラブ（通称: URC）は、1969年1月に秦政明が設立した会員制レコードクラブ。現在は会員制クラブとしての活動は行っておらず、販売権を持つポニーキャニオンが過去のレコードをCDとして復刻、販売している。「日本で最初のインディーズレーベル」と言われる事もある。
※同じく「URC」と略されることがある「ウラワ・ロックンロール・センター」とは無関係。

## 歴史

### 黎明期
当時フォークシーンで盛んになっていた政治を批判する歌詞のプロテスタントソングや反戦歌、差別用語や卑猥な言葉等放送禁止用語が含まれるなど歌詞に問題があったり、放送するに相応しくないという理由でメジャーで発売できない楽曲を自主制作で発売するために設立された。更にフォークソング世代で、自身もURCからアルバム「葛飾にバッタを見た」を発売し、日本のフォークソングについて記した「日本フォーク私的大全」の著者でもあるなぎら健壱によると「当時の大手のレコード会社は「あんなもん売れるはずないじゃないか。小汚ない格好してギター抱えギターのチューニングなんてどうでも良い(当時のギターの弦が合いにくかった。)」と楽観視していた」と歌詞以外に自主製作でしかフォークソングのレコードを出せなかった理由を語っている。つまり、当時の大手のレコード会社は採算が取れないであろうフォークソングを下に見ていたと分かる。
下記は、フォーク専門誌『うたうたうた〜フォーク・リポート』（アート音楽出版・発行）誌上で紹介された、アングラ・レコード・クラブ設立の意図と会員の募集内容である。
上述のように、当初は会員制の通信販売のみで、こうした呼びかけをコンサート会場でも行っていた。そして、会費を納めた会員にレコードを送るというシステムだったが、1000名の募集人数を大幅に超える会員希望者が殺到。募集人数を2000名に拡大したがそれでも入会希望者が後を絶たず、わずか半年で全国140のレコード店と、流通は通さない販売契約が成立し、会員クラブから正式にインディーズのレコード会社「URCレコード」として発足した。市販第一号LPは、1969年8月に販売された岡林信康の『わたしを断罪せよ 岡林信康フォーク・アルバム第一集』。
この時、会員制時代に会員に配布した作品も市販化したことで、コレクター心理丸出しで「（コレクターアイテムとして）価値が下がる」とクレームを付ける会員もいたようである。
フォークソングのレコードが売れブームになると、フォークソングのレコードなんかが売るはずがないと楽観視していた大手のレコード会社が「フォークのレコードは売れるぞ」と見方を変え、次々にフォーク系のレーベルを立ち上げるようになり、URC所属者も次々に大手に引き抜かれて大手のレーベル所属になる。
その後URCの規模縮小の際に販売を旧エレックレコードに委託した。エレック倒産後は、東宝レコードとアンダーグラウンド・ディスク・センター（UDC）へと販売を委託するも、時代背景的に放送や発売に相応しくないような楽曲を歌うシンガーが減って行った事もあり、多くのミュージシャンは大手のレコード会社に移籍。制作数は激減し、70年代終わりに活動を停止。その後、SMS（渡辺プロダクション系列）から復刻されたのを始めに、キティレコード→東芝EMI→エイベックスと発売元も変化していった。エイベックスは一時アマゾンと提携し、アマゾンのサイト上で再発予定の諸作品のリクエストを募っていた。一定数のリクエストが集まった時点で再発を決定し、アマゾンで限定販売を行っていた。

### 現在
現在は原盤権をシンコー・ミュージックが取得し、販売権をポニーキャニオンが取得している。また、エレックレコードの販売権も取得し、2009年からは「エレックレコード・URCレコード復刻プロジェクト2009」を立ち上げ、2つのレーベルの主要作品の復刻を行った。2013年からはグリーンウッド・レコーズが紙ジャケット・HQCDによる再発を開始（制作はポニーキャニオン）。主にこれまでCD化されなかったタイトルや長らく再発されていなかったタイトルを中心にリリース。2017年にはポニーキャニオンから「URCアナログ復刻シリーズ」がスタート。2018年の5月まで全12タイトルがリリースされた。

## 所属していたアーティスト
- 五つの赤い風船
- 岩井宏
- 遠藤賢司
- 岡林信康
- 加川良
- 小森豪人
- 斉藤哲夫
- 阪本まもる
- 高石友也
- 高田渡
- 友部正人
- 中川五郎
- はっぴいえんど
- 早川義夫
- ひがしのひとし
- 古川豪
- 六文銭
- 三上寛
- ザ・ディランII

## 参考書籍
- 『日本フォーク紀コンプリート』黒沢進著、シンコーミュージック、2009年6月18日発行